# Tulusrejo (Grabag)
Tulusrejo is een bestuurslaag in het regentschap Purworejo van de provincie Midden-Java, Indonesië. Tulusrejo telt 1216 inwoners (volkstelling 2010).